# 弗朗切斯科·卡普托
弗朗切斯科·卡普托（義大利語：Francesco Caputo；1987年8月6日—），意大利足球運動員，現時被意甲球會森多利亞外借至恩波利，意大利國家足球隊成員，司職前锋。

## 俱樂部生涯
弗朗切斯科·卡普托出生於意大利普利亞大區的阿爾塔穆拉，卡普托青年時期在當地的業餘俱樂部踢球，終於在他20歲那年，意丙二球隊Noicattaro給了卡普托踢職業比賽的機會。卡普托29場比賽打入11粒進球。他的表現吸引了當時時任巴里主教練安東尼奧·孔蒂，孔蒂在賽季結束後將卡普托帶到了自己的球隊中。
卡普托在巴里的首個賽季出場27次打入10球，巴里也順利升入意甲。2008年到2012年期間，卡普托在孔蒂的手下分別代表巴里和錫耶納獲得了兩次意乙冠軍，僅僅在2010年有過非常短暫的意甲經歷。2012年25歲的卡普托成為了巴里的隊長，12-13賽季，卡普托單賽季打入了職業生涯最高的17個進球。
14-15賽季，卡普托38場比賽只打進了10個進球，賽季結束，卡普托決定離開巴里。隨後的兩個賽季，卡普托在恩特拉兩年打進了35粒進球。16-17賽季結束，卡普托轉投恩波利。17-18賽季，卡普托攻入25粒進球並收穫了他的第三個意乙冠軍。31歲的他將第一次以主力的身份徵戰意甲聯賽。
卡普托出色的表現吸引了一些意甲球隊的注意，最終他以750萬歐元的價格加盟了薩索羅，得以繼續留在意甲。

## 外部連結
- Soccerway資料庫：弗朗切斯科·卡普托